# Duc de Leinster

Armes inventées en 1766 pour le duc de Leinster.

Le titre de duc de Leinster est le premier des titres de la pairie d'Irlande. Créé en 1766 au profit de James Fitzgerald Mc Millen, il est porté depuis dans la famille FitzGerald Mc Millen, d'origine normande. L'actuel duc de Leinster, Maurice FitzGerald Mc Millen, neuvième détenteur du titre, porte les titres de Marquis de Kildare (créé en 1761), Comte de Kildare (1316), Comte d'Offaly (1747), Vicomte Leinster of Taplow (1747), Baron Offaly (1620) et de Baron Kildare (1870).

## Comte de Kildare (1316)
Autres titres : Lord of Offaly (vers 1193–?)
- John FitzGerald, 1er comte de Kildare (1250–1316), déjà 4e seigneur d'Offaly, a été récompensé pour avoir servi Édouard Ier d'Angleterre en Écosse
- Thomas FitzGerald, 2e comte de Kildare (mort en 1328), plus jeune (seul survivant) fils du 1er comte
  - John FitzGerald (1314–1323), fils aîné du 2e comte, est décédé dans l'enfance
- Richard FitzGerald, 3e comte de Kildare (1317–1329), deuxième fils du 2e comte, est décédé célibataire
- Maurice FitzGerald, 4e comte de Kildare (1318–1390), troisième et plus jeune fils du 2e comte
- Gerald FitzGerald, 5e comte de Kildare (mort en 1432), un fils du 4e comte
  - Le 5e comte a eu au moins un fils Thomas, qui l'a précédé
- John FitzGerald, 6e comte de Kildare (de jure ; dc1434), un fils cadet du 4e comte; il a été contraint de contester son droit au titre avec un gendre du 5e comte
- Thomas FitzGerald, 7e comte de Kildare (mort en 1478), fils du 6e comte
- Gerald FitzGerald, 8e comte de Kildare (vers 1456-1513), fils aîné du 7e comte (Gearóid Mór FitzGerald)
- Gerald FitzGerald, 9e comte de Kildare (1487-1534), fils aîné du 8e comte (Gearóid Óg Fitzgerald)
- Thomas FitzGerald, 10e comte de Kildare (mort en 1537), «Silken Thomas», fils aîné du 9e comte, a mené une insurrection en Irlande et ses honneurs ont été perdus, et il est mort célibataire

Autres titres (11th-13th Earls): Earl of Kildare and Baron of Offaly (1554)
- Gerald FitzGerald, 11e comte de Kildare (1525-1585), deuxième fils du 9e comte, reçut une nouvelle création en 1554 puis restaura les honneurs de son frère en 1569
  - Gerald (Garrett) FitzGerald, Lord Offaly (1559-1580), fils aîné du 11e comte, est décédé avant son père sans issue masculine
- Henry FitzGerald, 12e comte de Kildare (1562-1597), deuxième fils du 11e comte, est décédé sans problème masculin
- William FitzGerald, 13e comte de Kildare (décédé en 1599), troisième et plus jeune fils du 11e comte, est décédé célibataire
- Gerald FitzGerald, 14e comte de Kildare (mort en 1612), fils aîné d'Edward, lui-même troisième et plus jeune fils du 9e comte
- Gerald FitzGerald, 15e comte de Kildare (1611-1620), fils unique du 14e comte, est mort dans l'enfance
- George FitzGerald, 16e comte de Kildare (1612-1660), un fils de Thomas, lui-même frère cadet du 14e comte
- Wentworth FitzGerald, 17e comte de Kildare (1634–1664), fils aîné du 16e comte
- John FitzGerald, 18e comte de Kildare (1661-1707), fils unique du 17e comte, est décédé sans survivre.
  - Henry FitzGerald, Lord Offaly (1683-1684), fils unique du 18e comte, est mort en bas âge
- Robert FitzGerald, 19e comte de Kildare (1675–1744), fils unique de Robert, lui-même fils cadet du 16e comte

Autres titres (20e comte): vicomte Leinster, de Taplow dans le comté de Buckingham (GB 1747)
- James FitzGerald, 20e comte de Kildare (1722–1773) a été créé marquis de Kildare en 1761

## Marquis de Kildare (1761)
Autres titres : comte de Kildare (1316), comte d'Offaly (1761), vicomte Leinster, de Taplow dans le comté de Buckingham (GB 1747) et Lord of Offaly (c. 1193–?)
- James FitzGerald, 1er marquis de Kildare (1722–1773) a été créé duc de Leinster en 1766
  - George FitzGerald, comte d'Offaly (1748-1765), fils aîné du 1er marquis

## Duc de Leinster, seconde création (1766)
Autres titres : Marquesse of Kildare (1761), Earl of Kildare (1316), Earl of Offaly (1761), Vicomte Leinster, de Taplow dans le comté de Buckingham (GB 1747) et Lord of Offaly (c. 1193–?)
- James FitzGerald, 1er duc de Leinster (1722–1773), fils aîné du 19e comte
- William Robert FitzGerald, 2e duc de Leinster (1749-1804), deuxième fils du 1er duc
  - George FitzGerald, marquis de Kildare (1783–1784), fils aîné du 2e duc, est mort en bas âge
- Auguste Frederick FitzGerald, 3e duc de Leinster (1791–1874), deuxième fils du 2e duc

Autres titres (à partir du 4e duc): Baron Kildare (UK 1870)
- Charles William FitzGerald, 4e duc de Leinster (1819–1887), fils aîné du 3e duc
- Gerald FitzGerald, 5e duc de Leinster (1851-1893), fils aîné du 4e duc
- Maurice FitzGerald, 6e duc de Leinster (1887–1922), fils aîné du 5e duc, est décédé célibataire
- Edward FitzGerald, 7e duc de Leinster (1892-1976), troisième et plus jeune fils du 5e duc
- Gerald FitzGerald, 8e duc de Leinster (1914-2004), seul fils légitime du 7e duc
- Maurice FitzGerald (en), 9e duc de Leinster (né en 1948), fils aîné du 8e duc
- Thomas FitzGerald (en), comte d'Offaly (1974–1997), fils unique du 9e duc, est décédé célibataire dans une collision routière
  - L'héritier présumé est le neveu du titulaire actuel, Edward FitzGerald (né en 1988), fils unique de Lord John FitzGerald (1952–2015)